# Luis Gil Torres
Luis Gil Torres (La Pobla de Vallbona, 28 de gener de 1976 – 21 d'abril de 2024) fou un futbolista valencià, que ocupava la posició de davanter.

## Trajectòria
Els primers passos futbolístics de Luís Gil va ser a l'equip del seu poble, l'Atlètic Vallbonense complint expectatives que el podien portar molt alt al futbol, i així va ser quan va començar a destacar al filial del RCD Mallorca a mitjans de la dècada dels 90. La temporada 96/97 debuta amb els illencs a la Segona Divisió, tot jugant 5 partits. Entre 1997 i 1999 disputa alguns partits més a la categoria d'argent a les files del CD Logroñés.
La temporada 99/00 fitxa pel Reial Múrcia CF, amb qui aconsegueix l'ascens a Segona Divisió en la seua primera temporada. En la segona, manté com a davanter titular, tot sumant 38 partits, amb 5 gols. Aquesta marca possibilita que el Sevilla FC l'hi incorpore per al seu planter de primera divisió. El valencià debuta a la màxima categoria a la campanya 01/02, encara que només juga 18 partits, la majoria com a suplent.
El 2002 és cedit al Polideportivo Ejido, on realitza una acceptable temporada que li val el retorn al Sevilla. Però en aquesta segona etapa encara hi juga menys: 4 partits. No acaba la temporada i al mercat d'hivern marxa a l'Elx CF.
El davanter romandria al conjunt il·licità durant dues temporades i mitja, gaudint d'una certa regularitat que el porta a prop del centenar d'aparicions amb els franja-verds. L'estiu del 2006 marxa al CD Tenerife, on signa una campanya discreta.
Retorna a la Segona B el 2007 quan milita a les files de l'Alacant CF, amb qui aconsegueix l'ascens a la categoria d'argent. De nou a Segona, la temporada 08/09 hi disputa altres 26 partits amb els alacantins, que a les postres queden en llocs de descens. La temporada 09/10, el davanter fitxa pel CE Alcoià.
En total, Luis Gil hi suma 255 partits a les màximes divisions, 22 d'ells a primera divisió.